# Островчаны
Островчаны (укр. Острівчани) — село в Каменец-Подольском районе Хмельницкой области Украины.
Население по переписи 2001 года составляло 664 человека. Население по данным 2023 года составляло 525 человек.

## Местный совет
32361, Хмельницкая обл., Каменец-Подольский р-н, с. Ходоровцы